# Río Msta
El río Msta (en ruso: Мста, del fino-hungarico musta, «oscuro») es un largo río de la parte norte de la Rusia europea, que nace en la meseta de Valdái y desemboca en el lago Ilmen. Tiene una longitud de 445 km y drena una cuenca de 23.300 km². Su caudal medio, a 40 km de la desembocadura, es de 202 m³/s. Si se considera con sus fuentes, el sistema río Msta — lago Mstino — río Tsna, alcanza los 620 km, siendo la fuente más lejana del lago Ilmen.
Administrativamente, discurre por el óblast de Tver y el Nóvgorod de la Federación de Rusia.
A orillas de Msta se encuentra la ciudad de Borovichí y las villas de Opéchenski Posad, Mstinski Most, Liubýtino y Brónnitsa.
El río Msta empieza en el lago Mstino —un pequeño lago de 13,7 km² situado a 154 m de altitud, al norte de Vyshni Volochok— y desemboca en el lago Ilmen formando un extenso delta. Es famoso por una sección de 30 km de rápidos, entre Opéchenski Posad y Borovochí, que lo hacen un popular destino de los amantes del balsismo.
Sus principales afluentes son los ríos Berezayka (150 km de longitud y una cuenca de 3230 km²) y Uver (79 km). El río permanece congelado de finales de noviembre/principios de diciembre hasta abril.
Hasta mediados del siglo XIX, el Msta fue parte de una importante ruta comercial fluvial que conectaba el mar Báltico y el mar Negro. 
- Datos: Q1139404
- Multimedia: Msta River / Q1139404